# Islamisches Zentrum Köln
Das Islamische Zentrum Köln e.V. (IZK) war eine islamische Organisation mit Sitz in Köln.
Der Verein wurde am 21. September 1978 unter dem Vorsitz von Muhammad Rassoul in Köln gegründet (Köln VR 7677). Er wurde laut Vereinsregister am 8. Oktober 2001 aufgelöst.

## Verbindungen zu „Milli Görüş“ (IGMG)
Das IZK hatte lange Zeit seinen Sitz in Räumlichkeiten der „Islamischen Union Europa e.V.“. Führende Personen des früheren AMGT, wie Osman Yumakogullari und Akgün Erbakan, der Bruder Necmettin Erbakans, hatten zeitweise Vorstandspositionen im IZK inne.

## Verbindungen zur „Islamische Gemeinschaft in Deutschland“ (IGD)
Es bestanden weitere Verbindungen des IZK zur Islamischen Gemeinschaft in Deutschland (IGD). In der Fassung seiner Satzung vom 15. November 1980 begünstigte das IZK im Auflösungsfall die IGD (§ 7 Abs. 2). Später wies ein Schild an seiner Hauswand das IZK als Zweigstelle der IGD aus. 
Mitglieder der IGD gehörten dem IZK an und umgekehrt. Zeitweise hatten dieselben Personen Vorstandspositionen in beiden Vereinen inne, so auch Ibrahim El-Zayat.